# Prelomnica (slovenski film)
Prelomnica je slovenski nizkobudžetni kriminalno-dramski film iz leta 2013. Napisal in režiral ga je Mišo Šušak.
Bil je prikazan na 15. Festivalu slovenskega filma 2012.

### Zgodba
Študent medicine Marko, ki živi z mamo Tino in mlajšo sestro Nino, rešuje starejšega brata Denisa, ki se je zadolžil pri lokalni mafiji. Denis se je pred leti odselil z njihovim očetom.

## Sprejem pri kritikih in gledalcih

### Kritiki
Marcel Štefančič jr. je Prelomnico označil za nebogljen in okoren film brez budžeta, ki se na vse načine trudi obstajati. Igralci kažejo bankovce, govorijo več jezikov in se pojavijo na več lokacijah, v uro in pol so stlačeni tudi vsi žanrski klišeji, vendar zaman. Film ima težave s slabo sliko in zvokom ter nesmiselnim pojavljanjem in izginjanjem likov, naturščiki pa spominjajo na nastopajoče v resničnostnih šovih. Štefančič je ustvarjalcem očital, da so film posneli samo zato, da se lahko gledajo na platnu v osrednjem ljubljanskem kinu.
Denis Valič je sicer pohvalil podporo distributerja Karantanija malim žanrskim filmarjem, vendar jim je svetoval, naj začnejo delati selekcijo, saj bodo drugače naredili več škode kot koristi. Prelomnico je označil za slabo srednješolsko fantazijo, ki si ni zaslužila predvajanja v kinematografih.

### Obisk v kinu
Film je videlo 451 gledalcev.

## Zasedba
- Meta Černe: Nataša, Markovo dekle
- Jure Fortuna: Denis, Markov brat
- Robert Kostadinoski: Dejan
- Mojca Lavrič: Tina, Markova mama
- Samo Ravnikar: Marko, študent medicine
- Miha Zrimšek: oče Zoran

## Ekipa
- Producent, režiser, scenarist: Mišo Šušak
- Direktor fotografije, montaža: Irenej Vid Bošnjak
- Zvok: Jernej Rozenberger
- Snemalec: Matic Matija Mrak
- Skladatelj: Bernard Pintar